# Inkey Imre
Pallini Inkey Imre János Nepomuk (Zalapataka, 1788. október 3. – Raszinya, 1848. február 10.) császári és királyi kamarás és zólyomi főispán.

A pallini Inkey család címere

## Élete
Inkey Imre egy tehetős zalai köznemesi családban született, Inkey Imre (1757-1813) királyi tanácsos és jeszenovai Jeszenovszky Franciska (1756-1788) fiaként. Apai nagyszülei pallini Inkey Boldizsár (1726–1792), királyi tanácsos, Zala vármegye alispánja, földbirtokos, és szalapatakai Nagy Julianna (1731-1767) voltak; Inkey Boldizsárné szalapatakai Nagy Julianna szülei szalapatakai Nagy György (†1748) zalai főjegyző, helytartó-tanácsi ítélőmester, és nemes Lada Zsófiát (1714–1767) voltak. Az anyai nagyszülei jeszenovai Jeszenovszky Sámuel és szeleczi Szeleczky Anna voltak.
1809-ben francia fogságban volt. 1825 június 3.-a és 1826 november 26.-a között zalai másodalispán volt. A 30-as évek során feleségének a távoli rokonával, forintosházi Forintos Györggyel (1792–1857) összefogott, hogy egy konzervativ ellenzéki pártot hozzanak létre Zala vármegyében a liberális érzelmű Csány László és Hertelendy Károly ellen.
1842-ben Zólyom vármegye főispáni helyettesévé, később (1843) valóságos főispánjává nevezték ki. 1827-ben a Magyar Tudományos Akadémia megalapítására ezer forintot ajánlott fel. Imre fia Inkey Ferdinánd (1829-1890) 1875. augusztus 17-én kapott bárói rangot.

## Házassága és gyermekei

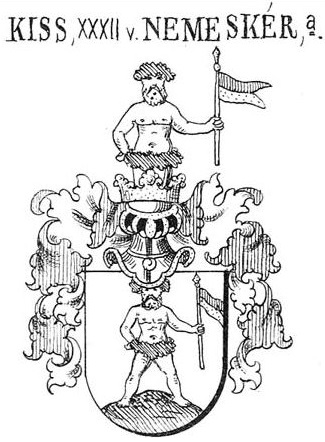
A nemeskéri Kiss család címere

1813. december 8.-án Miszlán feleségül vette a nemeskéri Kiss családból származó nemeskéri Kiss Jozefa Klára Paula (*Miszla, 1795. január 27.–†Miszla, 1855.) kisasszonyt, akinek a szülei nemeskéri Kiss János (1752-1808) aranysárkánytűs vitéz, udvari tanácsos és Forintosházi Forintos Jozefa voltak; az esküvői tanúk a vőlegény nagybátyja Inkey Ádám (1778–1845), földbirtokos, valamint a menyasszony unokatestvére nemeskéri Kiss Antal (1783-1847), földbirtokos voltak. A menyasszonynak az apai nagyszülei nemeskéri Kiss Sándor (1698-1777), királyi tanácsos, Veszprém vármegye alispánja, és királydaróci Daróczy Zsófia voltak. Anyai nagyszülei forintosházi Forintos János (1727–1771), zalai főjegyző, földbirtokos, és a zalalövői Csapody családból való zalalövői Csapody Borbála (1731–1794) voltak. Inkey Imréné nemeskéri Kiss Jozefa öccse nemeskéri Kiss Pál (1799–1863), császári és királyi kamarás, Fiume kormányzója 1837. és 1848. április 22 között, földbirtokos. Inkey Imre és nemeskéri Kiss Jozefa egyetlen ismert gyermeke:
- Báró Inkey Ferdinánd Géza (*Apajkeresztúr, 1829. június 11. –†Volosca, 1890. november 22.) politikus, főrendiházi tag, Kőrös vármegye alispánja. Neje: gróf Ludmilla von Deym-Stritez (*Lugos, 1842 január 9.–Miszla, 1925. július 19.)

## Munkája
- Oratio ad studiosamjuventutem r. majoris gymnasii Soproniensis o. S. B. dum e munificentia...principis Pauli Eszterházi de Galantha...sub secundi semestris classificatione bene meriti praemiis publice donarentur ... habita a. 1804. Sopronii.